# Пальмарія
Пальмарія (італ. Palmaria) — італійський острів у Лігурійському морі. Вузькою протокою відокремлений від мису Порто-Венере, разом з яким внесений до числа пам'яток Світової спадщини. Площа — 1,53 км².
Розвинуто видобуток мармуру й вапняку, виноробство й оливні плантації.
На острові розміщується форт із сигнальною вежею та електричним освітленням, що входить до системи укріплень військової гавані Спеції.